# 提契诺号列车
提契诺号（義大利語：Ticino）是曾运营于意大利米兰至瑞士苏黎世及德国慕尼黑间一班国际列车所使用的名称，由瑞士联邦铁路及齐萨尔皮诺在1961年至2008年间先后开行。其命名源自瑞士南部的提契诺州。列车最早以仅搭载一等车厢等级的全欧快车投入服务，后于1974年改为搭载两舱等级的快速列车；至2008年停运前，列车还曾被纳入欧城列车及城际列车等类别。

## 全欧快车
1957年，全欧快车（TEE）网络正式建立，初期主要使用柴联车运营。但参与国之一瑞士境内的线路多为陡峭的山区，柴联车在这些线路中的牵引力不足，因此瑞士联邦铁路一直致力于研发一款牵引力更强的电联车或电力机车。而连接瑞士苏黎世至意大利米兰的哥达铁路正是一条崎岖的线路，列车在途经聖哥達山口时，需要连续穿越坡度高达25‰的圣哥达铁路隧道。
1961年7月1日，当新造的RAe TEE II型电联车投入运营后，瑞士联邦铁路及意大利国家铁路共同在苏黎世火车总站至米兰中央车站间开行两班全欧快车服务，分别以列车途经的提契諾州和圣哥达山口（哥达号）命名，填补了全欧快车网络内南部及北部之间的空白。其中提契诺号使用的车次为MZ1/ZM4次，在提契诺州内仅经停卢加诺，并且由此直接穿越瑞士－意大利边境，一站直达意大利北部城市科莫。这主要得益于RAe TEE II型电联车采用半自动化的电压及电频转换系统，列车可根据不同的电气化铁路来调整受电弓的高度。火车司机只需在穿越边境时按下一个切换至瑞士或意大利电气化系统的按钮，列车便针对不同的架空电缆进行重新配置，并调整正确的受电弓高度。
RAe TEE II型电联车都配备有空调，初期采取五节编组，其中包括一节由瑞士餐车公司（Swiss Restaurant Car Company）经营的餐车。从1961年至1974年，共有4组RAe TEE II型电联车被运用于齐萨尔平号、哥达号和提契诺号等全欧快车之间，它们轮番执行一个为期四天的套跑任务：
| 日数  | 列车               | 区间               |
| ----- | ------------------ | ------------------ |
| 第1日 | 哥达号             | 苏黎世 → 米兰      |
| 第1日 | 齐萨尔平号         | 米兰 → 巴黎        |
| 第2日 | 齐萨尔平号         | 巴黎 → 米兰        |
| 第3日 | 提契诺号           | 米兰 → 苏黎世      |
| 第3日 | 提契诺号           | 苏黎世 → 米兰      |
| 第3日 | 哥达号             | 米兰 → 苏黎世      |
| 第4日 | 保养维护（苏黎世） | 保养维护（苏黎世） |

提契诺号最初的运行时刻表是在早晨北行、下午南行，同时另一班全欧快车哥达号则是在相同的线路中提供早晨南行、下午北行的服务，并一直维持至前者于1974年撤出全欧快车服务。列车的单程运行时间为4小时，平均速度为73公里/小时，低于全欧快车的平均水平，这主要是因为列车在圣哥达铁路隧道受到限速的影响。但由于其运行线路纵贯风景秀丽的哥达铁路，并纵贯著名的圣哥达山口，因而在福多爾公司出版的旅遊指南中，曾将提契诺号及哥达号共同行经的这条铁路线列为欧洲景观最优美的火车路线之一。随着欧洲列车车次编号在1971年进行统一重新调整，提契诺号的车次又变更为TEE56/57次。以下为列车在1971年冬季的时刻表（由于当时瑞士使用欧洲中部时间，意大利使用欧洲东部时间，因此卢加诺至科莫区间的实际运行时间约为25分钟）：
| 57次 | 57次  | 停靠站 | 56次  | 56次 |
| 里程 | 时刻  | 停靠站 | 时刻  | 里程 |
| ---- | ----- | ------ | ----- | ---- |
| 0    | 12:40 | 苏黎世 | 12:15 | 293  |
| 216  | 15:30 | 卢加诺 | 09:17 | 77   |
| 247  | 16:55 | 科莫   | 09:49 | 46   |
| 293  | 17:29 | 米兰   | 09:15 | 0    |

## 快速列车
提契诺号的运行线路多年来曾多次被提议延长至苏黎世以北的巴塞尔始发及终到，但由于这意味着列车将无法在下午往米兰发车，因而计划一直被搁置。直至1974年，原RAe TEE II型电联车需要转交雪绒花号使用，同时巴塞尔至米兰间的线路自1969年以来已有罗兰号提供运营，提契诺号遂于1974年5月25日撤出了全欧快车服务。随后列车改为采用由机车牵引的客车车厢编组，变更服务为搭载两舱车厢等级的快速列车（Schnellzug或D-Zug）类别，同时将运行线路延长至德国慕尼黑，使用车次为D366/367次。快速列车的服务于1982年5月22日终止。

## 欧城列车
在瑞士联邦铁路的欧城列车车厢交付使用后，后者遂于1993年5月23日以提契诺号的名义作为欧城列车（EC）类别重新在其原始的线路中开行，并在编组中加入一节特殊的全景座车，使用车次为EC51/56次。1995年5月29日，随着列车的运行线路变更为巴塞尔经卢塞恩及圣哥达隧道往返于米兰，提契诺号失去了欧城列车的资格，从而转变为城际列车类别。至1997年6月1日，齐萨尔皮诺接管了提契诺号的运营，其原本的机车牵引客车车厢编组也被替换为ETR 470型电联车。
在2001年6月10日至2005年12月11日期间，提契诺号改用由瑞士联邦铁路提供的机车牵引客车车厢编组，此时使用的车次为IC251/252次。自2005年12月11日起，瑞士及意大利之间的客运列车全数交由齐萨尔皮诺经营，提契诺号又恢复为欧城列车类别，使用车次为EC109/110次，运行路线为巴塞尔－米兰。至2008年秋天，提契诺号正式停运。
| 109次 | 109次 | 停靠站   | 110次 | 110次 |
| 里程  | 时刻  | 停靠站   | 时刻  | 里程  |
| ----- | ----- | -------- | ----- | ----- |
| 0     | 07:04 | 巴塞尔   | 18:51 | 372   |
| 39    | 07:32 | 奥尔滕   | 18:25 | 333   |
| 96    | 08:21 | 卢塞恩   | 17:38 | 276   |
| 124   | 08:47 | 阿尔特   | 17:08 | 248   |
| 266   | 10:36 | 贝林佐纳 | 15:21 | 106   |
| 295   | 11:03 | 卢加诺   | 14:53 | 77    |
| 321   | 11:28 | 基亚索   | 14:12 | 51    |
| 326   | 11:47 | 科莫     | 14:07 | 46    |
| 372   | 12:35 | 米兰     | 13:25 | 0     |

## 脚註
1. ↑  UIC 1972，第24頁.
2. ↑  Mertens & Malaspina 2007，第60-62頁.
3. ↑  Mertens & Malaspina 2007，第222頁.
4. ↑  Mertens & Malaspina 2007，第226頁.
5. ↑  Zellweger 2003，第78頁.
6. 1 2  Cook 1963，第58頁.
7. ↑  Zellweger 2003，第92頁.
8. 1 2  Cook 1974，第465頁.
9. 1 2  Tennant 1975，第97頁.
10. ↑  Werbeamt der DB 1971，第22頁.
11. 1 2  Mertens & Malaspina 2007，第227頁.
12. ↑  Cook 1993，第89-90頁.